# Pycnopalpa permaculata
Pycnopalpa permaculata är en insektsart som beskrevs av Vignon 1930. Pycnopalpa permaculata ingår i släktet Pycnopalpa och familjen vårtbitare. Inga underarter finns listade i Catalogue of Life.